# Сэмберг, Дилан
Дилан Майкл Сэмберг (англ. Dylan Michael Samberg; род. 24 января 1999, Хермантаун, Миннесота, США) — американский хоккеист, защитник клуба НХЛ «Виннипег Джетс».

## Карьера

### Юниорская
Дилан начинал карьеру в юниорских командах штата Миннесота. В 2016 он был выбран на драфте Хоккейной лиги США клубом Уотерлу Блэк Хоукс. Всего в регулярном сезоне и плей-офф он сыграл 14 игр, в которых он набрал 5 (2+3) очков при показателе полезности +5.
Сэмберг был выбран на драфте НХЛ 2017 во втором раунде клубом «Виннипег Джетс» по общим 43-м номером. В 2017 году он присоединился к команде Университета Миннесоты в Дулуте, за которую он играл до 2020 года и дважды стал чемпионом Первого дивизиона Национальной спортивной ассоциации колледжей в 2018 и 2019 году.
7 апреля 2020 года подписал трёхлетний контракт с «Виннипег Джетс» на сумму $3,525 млн.

### Профессиональная
В феврале 2021 года Сэмберг дебютировал за фарм-клуб «Виннипег Джетс» «Манитоба Мус» в АХЛ. За свой первый сезон 2021-22 он набрал 7 (1+6) очков в 32 играх. В НХЛ Дилан дебютировал и сделал свою первую голевую передачу 13 января 2022 года в игре против «Детройт Ред Уингз», которую «Джетс» выиграли 3-0.
5 июля 2023 года Сэмберг подписал двухлетний контракт с «Виннипег Джетс» на сумму $2,8 млн.
31 июля 2025 года, за несколько часов до начала запланированного арбитражного слушания по контракту, Сэмберг подписал трёхлетний контракт с «Джетс» на сумму $17,25 млн.

### Международная
Сэмберг дважды играл за юниорскую сборную США, выиграв бронзовую и серебряную медали юниорских чемпионатов мира в 2018 и 2019 году соответственно.
В 2023 Дилан дебютировал за взрослую сборную США, которая на чемпионате мира 2023 заняла четвёртое место.

## Статистика

### Клубная карьера
| 2016–17     | Уотерлу Блэк Хоукс             | USHL        | 6   | 1 | 1  | 2  | 0  | 8  | 1 | 2 | 3 | 8 |
| 2017–18     | Университет Миннесоты в Дулуте | NCHC        | 42  | 1 | 12 | 13 | 43 | —  | — | — | — | — |
| 2018–19     | Университет Миннесоты в Дулуте | NCHC        | 39  | 7 | 12 | 19 | 35 | —  | — | — | — | — |
| 2019–20     | Университет Миннесоты в Дулуте | NCHC        | 16  | 0 | 5  | 5  | 14 | —  | — | — | — | — |
| 2020–21     | Манитоба Мус                   | АХЛ         | 32  | 1 | 6  | 7  | 15 | —  | — | — | — | — |
| 2021–22     | Манитоба Мус                   | АХЛ         | 32  | 0 | 12 | 12 | 26 | 5  | 0 | 1 | 1 | 0 |
| 2021–22     | Виннипег Джетс                 | НХЛ         | 15  | 0 | 5  | 5  | 4  | —  | — | — | — | — |
| 2022–23     | Виннипег Джетс                 | НХЛ         | 63  | 2 | 6  | 8  | 25 | 5  | 0 | 0 | 0 | 8 |
| 2023–24     | Виннипег Джетс                 | НХЛ         | 78  | 1 | 17 | 18 | 43 | 5  | 0 | 0 | 0 | 0 |
| Всего в НХЛ | Всего в НХЛ                    | Всего в НХЛ | 156 | 3 | 28 | 31 | 72 | 10 | 0 | 0 | 0 | 8 |

### Международная
| Год                                    | Сборная                                | Турнир                                 | Место                                  |    | И | Г | П | О  | Штр |
| -------------------------------------- | -------------------------------------- | -------------------------------------- | -------------------------------------- | -- | - | - | - | -- | --- |
| 2018                                   | США (мол.)                             | МЧМ (до 20)                            | 3                                      | 7  | 1 | 3 | 4 | 8  |     |
| 2019                                   | США (мол.)                             | МЧМ (до 20)                            | 2                                      | 7  | 0 | 2 | 2 | 4  |     |
| 2023                                   | США                                    | ЧМ                                     | 4-е                                    | 10 | 1 | 3 | 4 | 4  |     |
| Всего на юниорском и молодежном уровне | Всего на юниорском и молодежном уровне | Всего на юниорском и молодежном уровне | Всего на юниорском и молодежном уровне | 14 | 1 | 5 | 6 | 12 |     |
| Всего за сборную США                   | Всего за сборную США                   | Всего за сборную США                   | Всего за сборную США                   | 10 | 1 | 3 | 4 | 4  |     |